# Plafond des semi-dieux
Le plafond des semi-dieux est un plafond à caissons peint par le maître italien de la Renaissance Pinturicchio, datant de v. 1490 et logé dans la dernière de la suite de salles de réception du Palazzo dei Penitenzieri à Rome, en Italie. Il comprend 63 caissons octogonaux en bois doré, décorés de figures allégoriques et mythologiques sur fond de fausses mosaïques, et peints sur papier.
L'œuvre a été commandée par le cardinal Domenico della Rovere, à l'époque mécène, du jeune Pinturicchio.

## Description
Les figures du plafond ont été inspirées des bestiaires médiévaux et des libri monstruorum, qui contenaient des figures hybrides comme des sphinx, des tritons armés, des satyres, des dragons, des sirènes et des centaures. Le thème a caché des significations philosophiques et humanistes, peut-être suggérées par les lettrés de la cour du cardinal.
Au centre se trouve l'arbre généalogique de Della Rovere avec deux paons, que l'on peut également voir dans les coins. L'une des représentations est une allégorie  de la Fortune nue, qui chevauche un dauphin, différente des représentations florentines contemporaines dans lesquelles elle est représentée sur un petit bateau. Il y a aussi un putto sur deux hippocampes allant dans des directions différentes, une allégorie néoplatonicienne de l'âme humaine, partagée entre le Bien et le Mal, selon les commentaires de 1475 de Marsile Ficin au Symposium de Platon. La pesée de l'âme et l'aigle terrassant le serpent sont des thèmes anciens qui avaient été syncrétisés par le monde chrétien.
De nombreuses représentations sont des créatures marines, comme des sirènes à deux queues, peintes pendant l'allaitement, la peinture ou l'exécution de danses acrobatiques inspirées par le thiasus de mer présent dans les sarcophages romains et  également  utilisé par Andrea Mantegna, que Pinturicchio a peut-être rencontré dans le bâtiment du palais du Belvédère au Vatican .

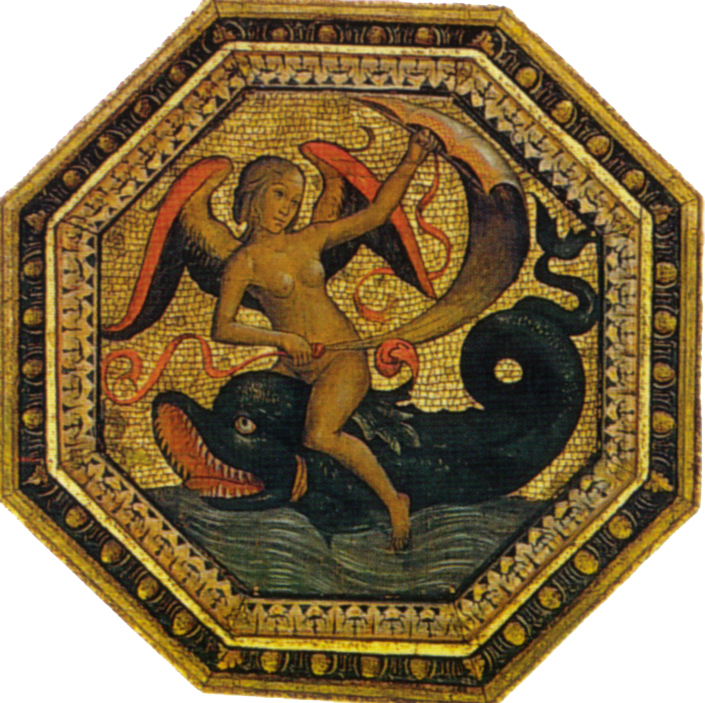
Détail de la Fortune.

## Sources
- Cristina Acidini, Pittori del Rinascimento, Florence, Scala, 2004 (ISBN 88-8117-099-X), « Pintoricchio »